# Chiesa di San Sebastiano (Napoli)
La chiesa di San Sebastiano era un luogo di culto di Napoli sito in via San Sebastiano.

## Storia
La tradizione vuole che il monastero di San Sebastiano fu istituito dall'imperatore Costantino. Questa origine era sostenuta da un'epigrafe trecentesca presente nella chiesa. Nel V secolo, presso un'antica domus romana, fu eretto un tempio in onore dei santi Sebastiano, Ciriaco, Ermete e Pancrazio; vi entrarono i basiliani che lo mantennero fino a quando il monastero divenne benedettino. Nei primi secoli dell'epoca medievale trovarono sede alcuni ordini che avevano mutato la loro sede per svariati motivi.
Secoli dopo, la regina Giovanna II ordinò che nel complesso, ormai decaduto per via del numero dei frati via via ridottosi fino a che non rimase un solo frate, andassero ad abitare le monache domenicane di San Pietro a Castello. La chiesa fu dedicata allora ai santi Pietro e Sebastiano. Dopo anni di oblio il complesso subì una sorta di rinascita. Qui Francesca Orsini duchessa di Sessa giunse vedova nel 1456, ampliò il complesso e vi morì nel 1464.

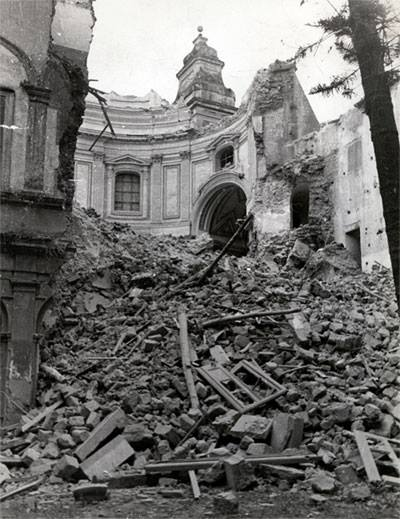
La chiesa collassata il 6 maggio 1941

Nel XV secolo e XVI secolo, il complesso viene allargato a nord, con un'aggiunta di un altro chiostro in stile rinascimentale. Nel XVII secolo le monache danno un tocco barocco alla chiesa del complesso dove lavora uno dei più rinomati architetti del tempo, fra Giuseppe Nuvolo, il quale diede alla chiesa una pianta ellittica con cupola rivestita ad embrici maiolicati.
Le monache che per secoli abitarono il monastero di San Sebastiano furono cacciate nel 1807 dai francesi. Da allora le vicende che riguardano il monastero riguardano prima il conservatorio musicale poi nel 1820 il Parlamento (nella stessa chiesa) e infine dal 1826 il liceo del Salvatore (chiamato dal 1828 Collegio dei Nobili) retto dai gesuiti e dal 1861 il liceo classico Vittorio Emanuele. La chiesa divenne aula magna del convitto.
La chiesa cadde in rovina tra il 5 e il 6 maggio del 1941 quando la cupola crollò. 
L'amministrazione pubblica e i responsabili della tutela dei beni culturali dell'epoca molto superficialmente non ritennero necessario un restauro del monumento - nonostante la sua rilevanza storica e urbanistica - e i ruderi della chiesa furono eliminati dopo la guerra, tra gli anni cinquanta e sessanta.
Caso purtroppo non isolato in quegli anni e che privò il centro storico di Napoli di numerosi monumenti e fabbricati di pregio.
Del complesso monastico di cui faceva parte rimane quasi intatto rispetto agli altri ambienti il chiostro, oggi integrato nel complesso del Convitto Nazionale.

## Descrizione
La chiesa era accessibile da un cortile in via San Sebastiano. La pianta era ellittica con sei cappelle più il presbiterio con l'altare maggiore. Otto statue la ornavano (quattro sono visibili nel chiostro delle statue di San Domenico Maggiore) e alcuni quadri, tra i molti presenti, di Giuseppe Marullo. Importanti elementi artistici dell'interno, quali l'altare e le paraste marmoree, continuano a poter essere ammirati nella chiesa di Santa Maria della Stella, dove furono trasferiti per riarredarla in quanto un distruttivo incendio nel 1944 l'aveva gravemente danneggiata.